# Johann Gottfried Schöner
Johann Gottfried Schöner (* 15. April 1749 in Rügheim (heute Ortsteil von Hofheim in Unterfranken) bei Schweinfurt; † 28. Juni 1818 in Nürnberg) war ein lutherischer Pfarrer, Pietist und Liederdichter. 
Nach dem Studium der evangelischen Theologie in Leipzig und Erlangen und einer kurzen Tätigkeit als Hausmeister und Hofmeister fand er 1773 in der freien Reichsstadt Nürnberg sein Wirkungsfeld: als Frühprediger an der Margarethenkapelle sowie als Diakonus an der Marienkirche (1776) und an der Lorenzer Haupt- und Pfarrkirche (1785), wo er 1809 zum Stadtpfarrer avancierte. 
Um 1776/77 erlebte Schöner eine pietistische Erweckung und übernahm schließlich die Leitung der 1781 entstandenen „Partikulargesellschaft“ der „Deutschen Christentumsgesellschaft“. 1804 gründete er zusammen mit dem Kaufmann Johann Tobias Kießling eine Bibelgesellschaft. Aus ihr erwuchs 1823 der „Zentralbibelverein in Bayern“. Trotz zunehmender gesundheitlicher Leiden wirkte er rastlos und wurde weit über Nürnberg hinaus zu einem einflussreichen Kopf des Spätpietismus.
Schöner trat auch als Prediger und besonders als Dichter geistlicher Lieder hervor. Bekannt wurde vor allem das Lied „Himmelan, nur himmelan“. Außerdem verfasste er Kinder- und Erbauungsschriften.  